# NGC 2300
NGC 2300是仙王座的一个透鏡狀星系，1871年由法国天文学家阿方斯·路易·尼古拉斯·包瑞利发现。